# Fortune (유닉스)
fortune(포춘)은 버전 7 유닉스에 처음 등장한 인용 데이터베이스로부터 의사무작위 메시지를 표시하는 프로그램이다. 현대 시스테의 가장 흔한 버전은 BSD의 fortune이며 켄 아널드가 처음 개발했다.
fortune은 유닉스 계열 시스템에서 대체적으로 발견되지만 다른 플랫폼의 클라이언트는 존재하지 않는다.